# 제사상

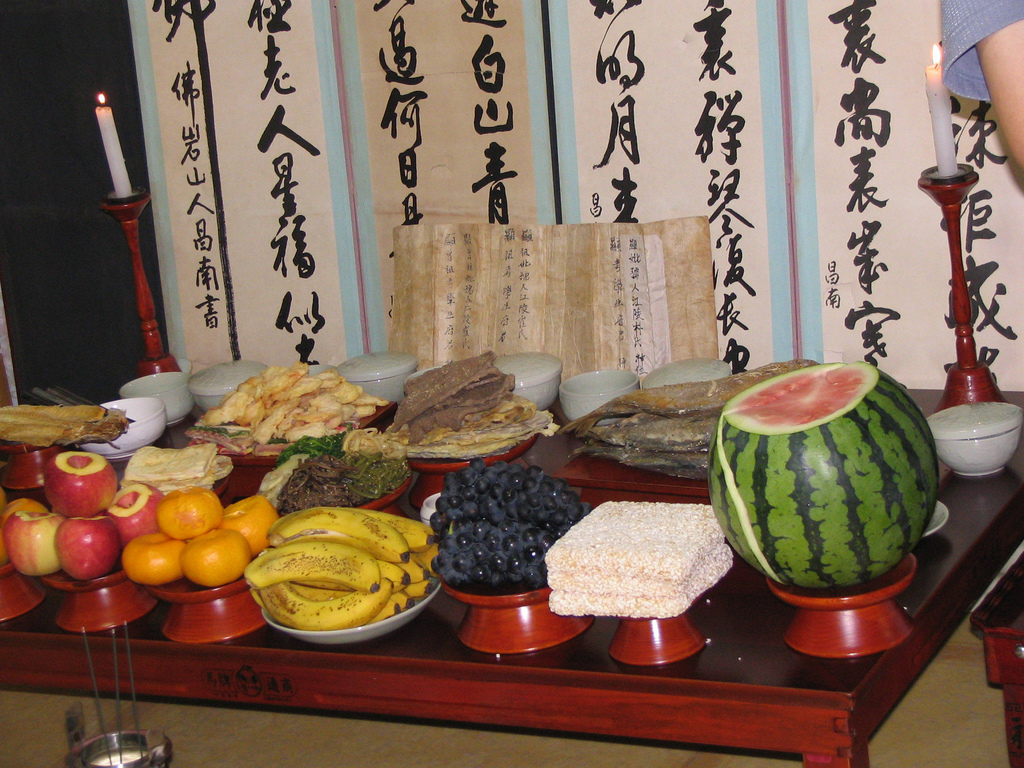

제사상은 제사 또는 제례를 지낼 때 제물을 벌여 놓는 상이다. 제사상의 형식은 제사의 종류, 가문의 정통과 가세, 지역 등에 따라 달라진다. 제사상에 올리는 제기와 제상(祭床)은 보통 쓰는 것과는 달리 잘 간수했다가 제사를 지낼 때만 쓰고, 제물의 진설(陳設) 또한 생전에 놓는 법과 반대로 한다.

## 제사의 유래
제사를 지내게 된 동기를 살펴보면 다음과 같다. 먼 옛날 인류가 원시적인 생활을 할 때 천재 지변이나 맹수의 공격 혹은 질병으로부터 보호를 받기 위한 수단으로서 하늘과 땅 심수(深水), 거목(巨木), 높은 산, 바다, 조상 등에게 절차를 갖추어서 빌었다. 즉 신체보전을 위한 구복행위가 제사가 발생하게 된 동기라고 할 수 있다. 이와 같이 인간이 자연변화나 어떤 공격체나 또는 질병으로부터 보호 받기 위한 수단으로서 행하여져 온 제사는, 동양에서는 중세와 근대에 이르자 차츰 유교의 영향을 받으면서 조상숭배로 변모하였다.
한국의 제사는 고대부터 신명을 받들어 복을 빌고자 하는 의례로서 자연숭배의 제사 의식이 행해졌다. 삼국시대부터는 자연신에 대한 제사가 차츰 자신의 조상에 대한 제사의례로 발전하였으며, 일반 민중보다 왕가에서 먼저 행해졌다. 특히 고려 중기 이후 유교가 유입되면서 조상에 대한 제사 의식은 지배세력인 사대부를 중심으로 급속도로 보편화되었다. 《예서(禮書)》에 따르면 '제왕은 하늘을 제사지내고 제후는 산천을 제사지내며 사대부는 조상을 제사지낸다.'고 하였다.
조선시대 초기에는 불교의례의 전통이 강하게 남아 《주자가례》와 같은 유교의례가 사회전반에 쉽게 보급되지 않았다. 16세기 중엽부터 성리학이 심화 되면서 양반 사대부 사회에서 《주자가례》가 정착하게 되고 《주자가례》에서 명시된 4대조까지 제사를 지내는 전통이 있었다. 오늘날에는 2대조까지 간소화되어 이어져 오면서 조상에 대한 존경과 추모의 표시로 지내기도 한다.

## 제사상 구성

### 제사상 차림 규칙
제사상 진설은 각지방과 가문에 따라 다르나 근본적인 양식은 대한민국 상고시대부터 이어져 오는 토속적인 제수를 저변에 두고 《주자가례》의 내용을 수용하고, 《사례편람》에 의해 규범화 된 것이다.
제수는 제사에 차리는 음식물이다. 제사는 고인을 추모하기 위한 정성의 표시라고 할 수 있다. 그러므로 제수는 돈을 많이 들여 성찬으로 차리기보다는 평상시 망인(亡人)이 즐겨 먹던 음식 또는 가정에서 먹는 반상차림으로 깨끗하게 차려 정성을 다하면 족하다. 이때문에 예서의 기준보다 집집마다 각양각색으로 죽은 사람이 살아 생전에 좋아하던 음식을 올리는 경우가 늘어나고 있다. 하지만 기본적으로 제사상의 상차림 방식은
1. 과일 과일 과일 과일
2. 식혜 젓갈 김치(절인채소) 간장 나물
3. 떡 어물(생선) 적(양념고기) 육물(고기), 국수
4. 탕 식초 시저(수저) 잔반(술잔) 메(밥)

과일을 놓는 순서나 오늘날의 규칙은 조선시대에서 성리학을 바탕으로 다음과 같은 규칙에 따라 차려지게 되었다.
- 고비합설(考妣合設) : 내외분일 경우 남자 조상과 여자 조상은 함께 차린다.
- 시접거중(匙楪居中) : 수저를 담은 그릇은 신위의 앞 중앙에 놓는다.
- 반서갱동(飯西羹東) : 밥(메)는 서쪽이고 국(갱)은 동쪽에 놓는데, 이는 산 사람과 반대를 뜻한다. 혹은 비슷한 뜻으로 좌반우갱(左飯右羹), 같은 뜻으로 갱동반서(羹東飯西)라고도 부른다.
- 적접거중(炙楪居中) : 구이(적)는 중앙에 놓는다.
- 초동잔서(醋東盞西) 술은 동쪽에, 잔은 서쪽에 놓는다. 술병보다는 잔을 잡기 편하게 혼백의 오른쪽에 놓는다.
- 어동육서(魚東肉西) : 생선은 동쪽에, 고기는 서쪽에 놓는다. 또는 어육동서(魚肉東西)라고도 부른다.
- 동두서미(東頭西尾) : 생선을 갖다 놓을 때, 머리를 동쪽에 향하고, 꼬리는 서쪽을 향하게 한다. 또는 두동미서(頭東尾西)라고도 부른다.
- 배복방향(背腹方向) : 닭구이나 생선포는 등이 위로 향한다.
- 면서병동(麵西餠東) : 국수는 서쪽에, 떡은 동쪽에 놓는다. 또는 병동면서(餠東麵西)라고도 부른다.
- 숙서생동(熟西生東) : 익힌 음식은 서쪽에, 익히지 않은 음식은 동쪽에 놓는 것을 의미하며, 제사상에서 익힌 나물은 서쪽에, 생김치는 동쪽에 놓는다. 생동숙서(生東熟西)라고도 한다.
- 서포동혜(西脯東醯) : 포는 서쪽이고, 식혜는 동쪽에 놓는다. 만약 식혜 대신 젓갈을 동쪽에 놓을 경우, 서포동해(西脯東醢)라고도 부른다.
- 접동잔서(接東盞西) : 접시는 동쪽에 잔은 서쪽에 놓는다. 접시보다는 잔을 잡기 편하게 혼백의 오른쪽에 놓는다.
- 남좌여우(男左女右) : 제사를 지낼 때 남자는 왼쪽, 여자는 오른쪽에 있는다.
- 홍동백서(紅東白西) : 붉은 색의 과실(사과)은 동쪽에 놓고, 흰색의 과실(배)은 서쪽에 놓는다.
- 동조서율(東棗西栗) : 대추는 동쪽이고 밤은 서쪽에 놓는다.
- 조율이시(棗栗梨枾) : 과실은 서쪽부터 대추, 밤, 배 순서로 놓는다. 다만 감을 포함시켜서 대추, 밤, 감, 배 순서로 놓으면 조율시이(棗栗枾梨)라고도 부른다.
- 과채적탕(果菜炙湯) : 제사상에서 과일, 나물, 구운 고기, 탕 순으로 차린다.
- 건좌습우(乾左濕右) : 말린 것은 왼쪽에 축축한 것은 오른쪽에 놓는다.

### 진설 음식
진설은 제사상의 음식을 준비한다는 말이다. 대한민국의 제사 음식은《주자가례》를 규범으로 한다. 조선 시대에 이를 수용하였기 때문인데, 《주자가례》는 중국의 생활방식을 담고 있기 때문에 대한민국에 맞게 재해석하거나 조금씩 변용하는 양상으로 음식을 준비했다. 주자가례의 진설도에 따르면 일반적으로 준비해야하는 음식들은 다음과 같다. 하지만 꼭 다음과 같이 해야하는 것은 아니고 집안 전통과 상황에 맞도록 하는 것이 중요하다고 한다.

#### 과일
《고례》에서는 포와 해가 기본 제찬이었으나 현대사회에 이르러 과일이 포와 더불어 가장 기본이 된다. 밥과 국이 없더라도 과일은 포와 올린다. 생과의 품목으로는 먹을 수 있는 것은 다 쓰인다. 주요 과일로 대추, 밤, 배, 감, (조율이시)를 놓는다. 이 밖에 제철 음식(시과 등)들을 놓는다. 공자의 가어에서 복숭아를 제외시키고 있으나 대한민국의 유학자 이익은 시대에 따라 적절하게 변하게 차리는게 어긋나지 않다고 말하고 있다. 그러나 과는 생과 외에 조과, 사람이 직접 만든, 밀, 쌀가루 등을 이용해 기름에 튀겨 꿀 등을 묻여 만드는 박계나 약과도 의미한다. 계절에 따라 구애 받지 않으므로 일년 내내 올릴 수 있다.  꼬막도 해과라고 부르며 과일로서 올리기도 한다.

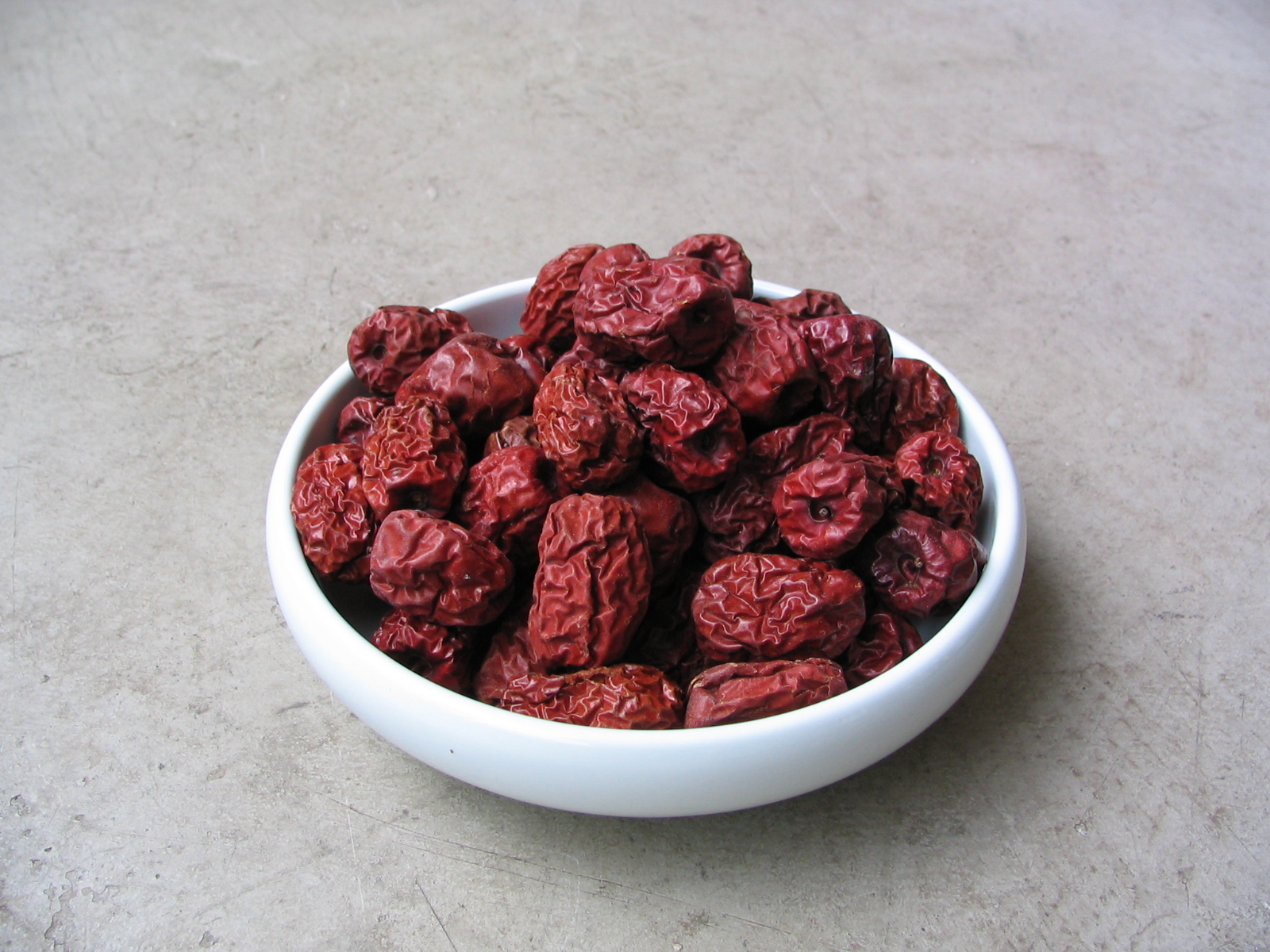
대추
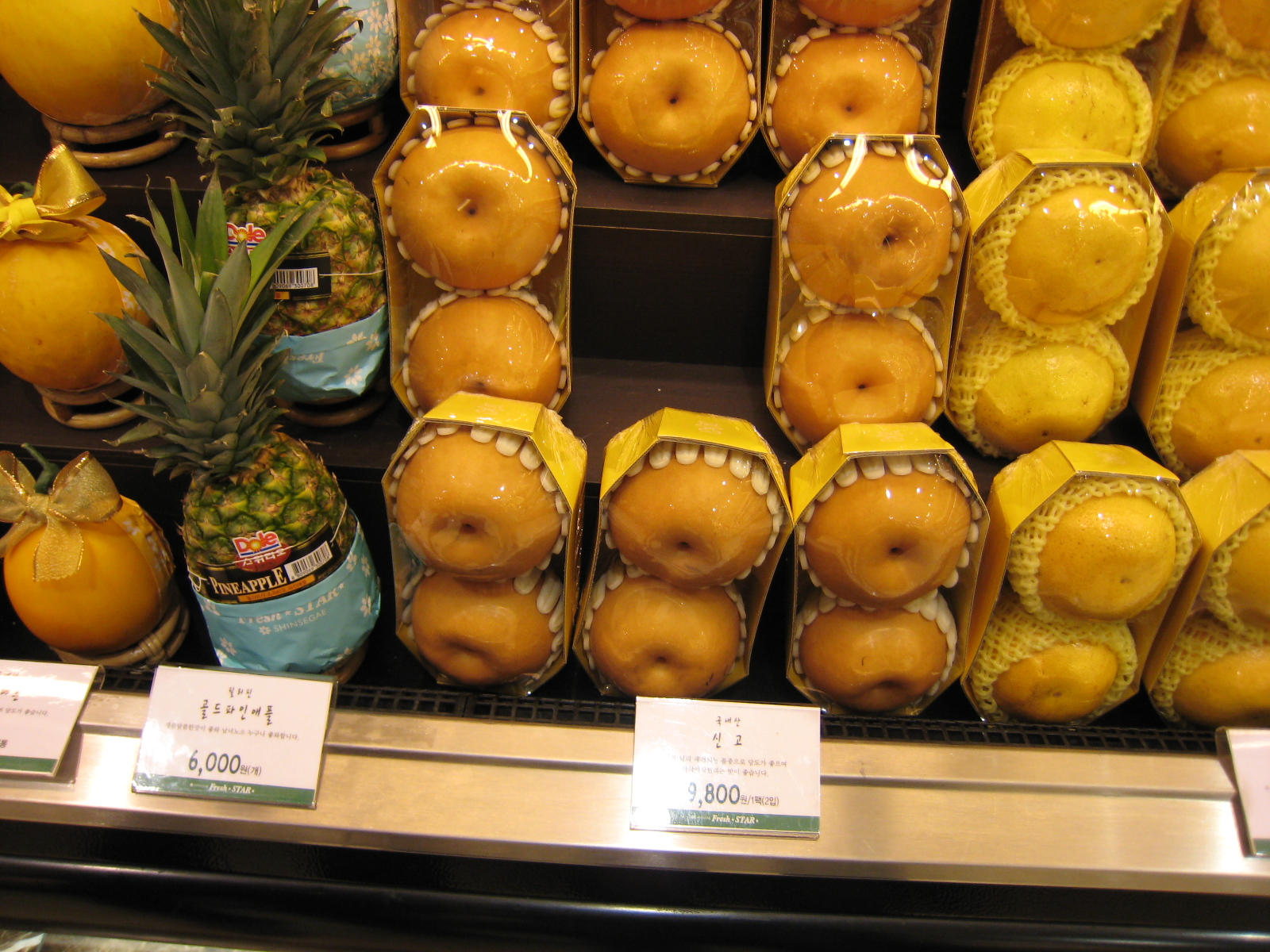
배
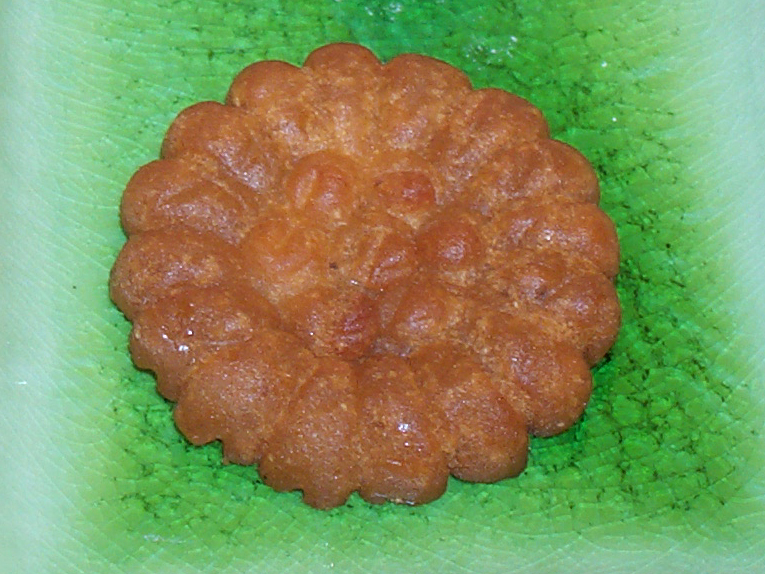
약과

#### 소채

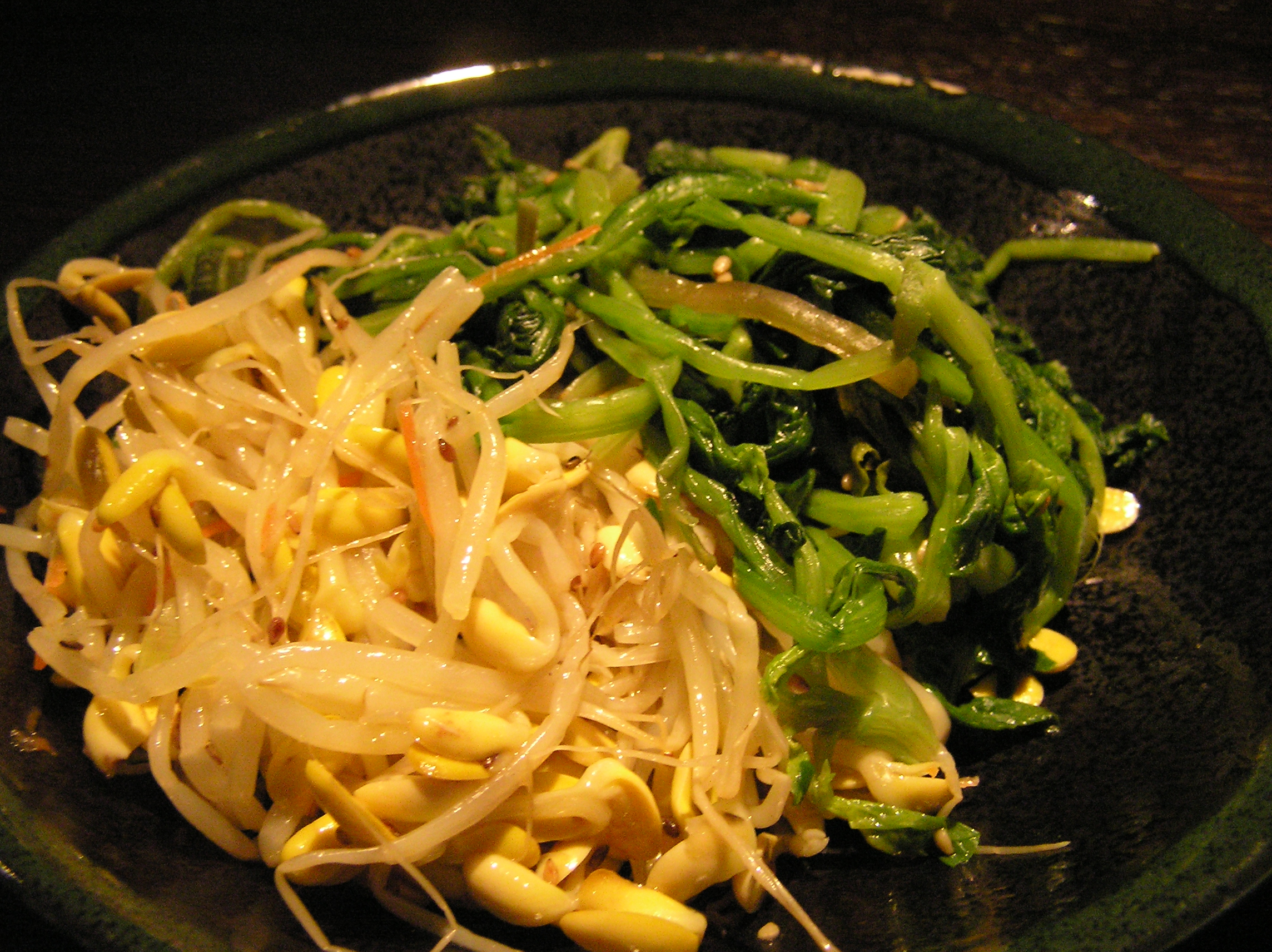
나물

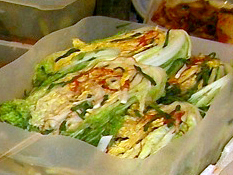
백김치

소채는 김치, 나물 등을 말한다. 이는 침채, 숙채, 냉채로 조리방법에 따라 구분된다. 침채는 소금에 절인 것, 숙채는 데치거나 볶는 등 불에 조리한 것, 생채는 익히지 않고 조리한 것으로 초를 이용한 것이 많아 제사에는 주로 침채, 숙채를 사용한다. 이런 조리법은 채소의 특성에 따르는데 침채에는 김치 종류가 해당한다. 김치에는 파, 마늘, 고추 등의 냄새나는 양념을 넣지 않는다. 섬유질이 질기거나 독성이 있어 그대로 먹을 수 없는 재료들은 볶거나 데쳐 편하게 먹을 수 있도록 하는데 이에 해당하는 나물이 고사리, 숙주, 시금치 등이다. 도라지, 무 배추 등은 한가지 방법에 한하지 않고 다른 방식으로도 조리된다. 계절에 맞는 나물을 쓰기도한다. 무치기도 하고 간장과 함께 끓이기도 한다.

#### 어, 육

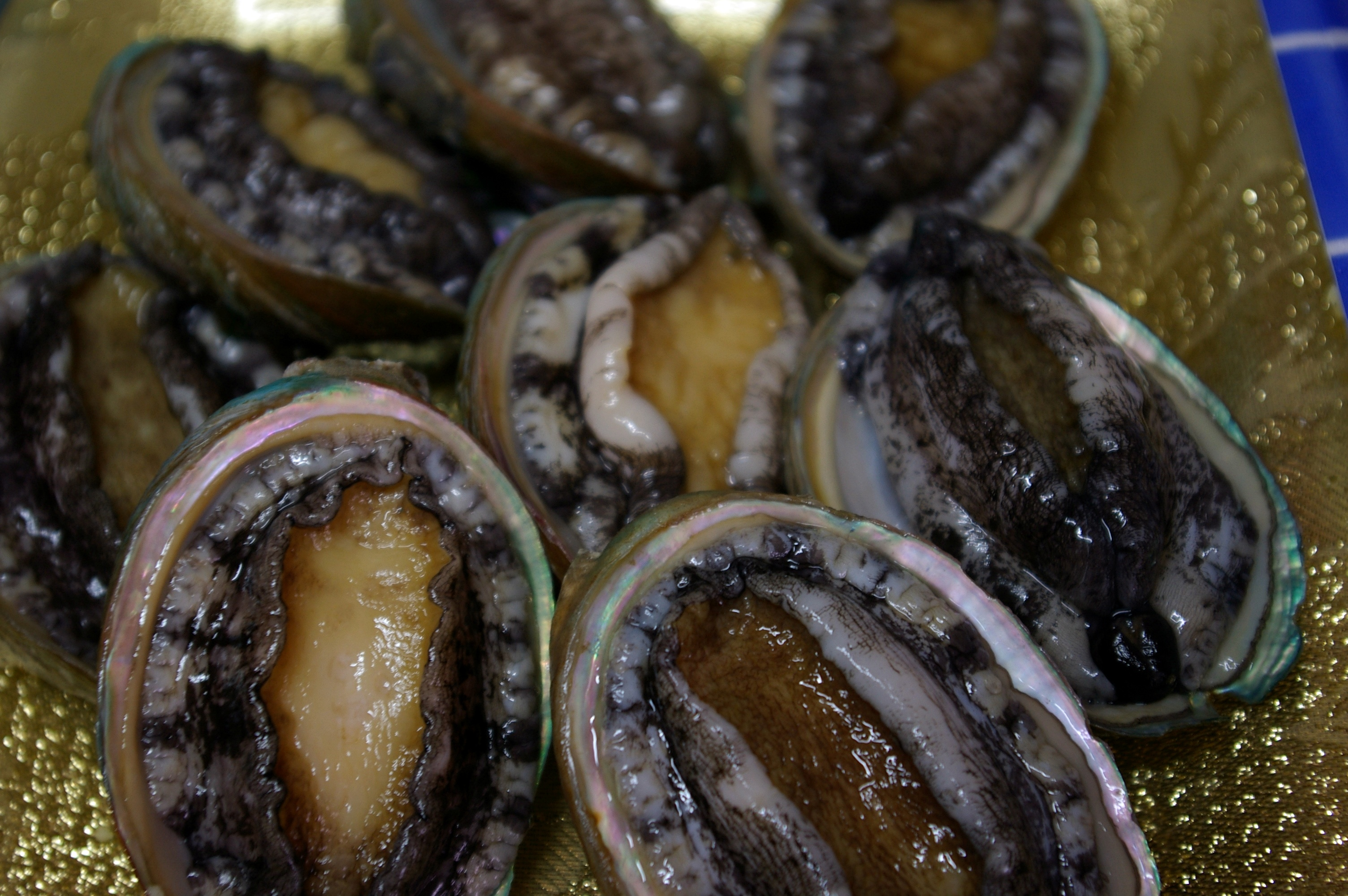
전복

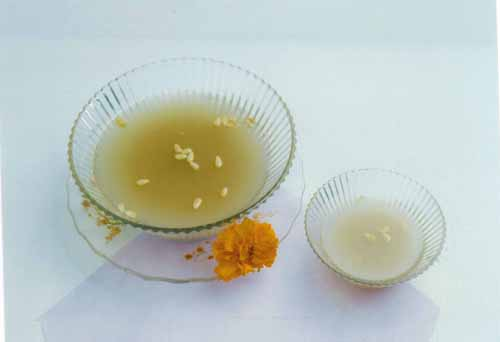
식혜

어는 보통 물에서 나는 것, 육은 땅에서 나는 가축 등을 뜻한다. 제사상에는 회, 전, 찜 등의 형태로 올라오는데 물고기의 경우 형태를 그대로 살려 굽거나, 찜으로 만들거나, 포를 떠 전으로 만든다. 고기의 경우, 양념을 무친 회, 불에 굽거나, 각종 재료들을 섞어 전 형태로 올라오고 닭고기의 경우에는 통째로 쪄 올린다. 방식에 따라 적, 포, 해로 나뉜다.
적은 불에 직접 굽는 조리법을 말하며 술을 드릴 때 올리는 특식이다. 고례에서는 동물의 내장을 사용했으나, 생선이나 쇠고기, 꿩 등이 사용되었고 다른 음식과 함께 한 그릇에 올렸다가 제사가 끝나면 다른 음식과 물린다.
포는 가장 기본이 되는 제찬으로 가장 낮은 등급의 제사에서도 올리도록 되어있었다. 포는 물고기, 육류를 건조시켜 만들어 저장이 용이하도록 했는데 숙성과정에서 변화가 와 상태가 개선되기도 했다. 포는 육포, 건어, 문어, 전복 등을 말한다. 밥을 주식으로 하는 우리문화권에서는 부식의 역할이 상당히 중요한데  밥이 필요없는 차례나, 상례에도 올라가는 기본 찬이다.
해는 가장 기본이 되는 제찬으로 가장 낮은 등급의 제사에서도 올리도록 되어있었다. 해는 젓갈을 말한다. 곡물을 섞을 경우 효소작용으로 저장 효과가 높아지는데 이를 식해라고 칭한다. 식혜의 혜와 발음이 비슷해 식혜를 올리는 집안도 있다. 포와 같이 중요한 부식의 역할을 하며 차례, 상례에도 올라가는 기본 찬품이다.

#### 갱, 탕
갱은 고기를 삶은 국물에 채소를 넣어 조미한 것을 뜻하며, 순수하게 고기만으로 만든 국을 태갱이라고도 한다. 현재는 갱을 태갱을 의미하는 용어로 많이 쓰며 생선, 채소 등이 사용된 것은 탕이라고 한다. 갱과 탕은 모두 형이라는 제기에 담는다. 갱은 보통 쇠고기를 삶은 국에 무로 맛을 더하며, 탕의 경우 갱에 두부, 생선, 다시마 등을 넣어 끌여 만든다.

#### 반, 미식, 면식

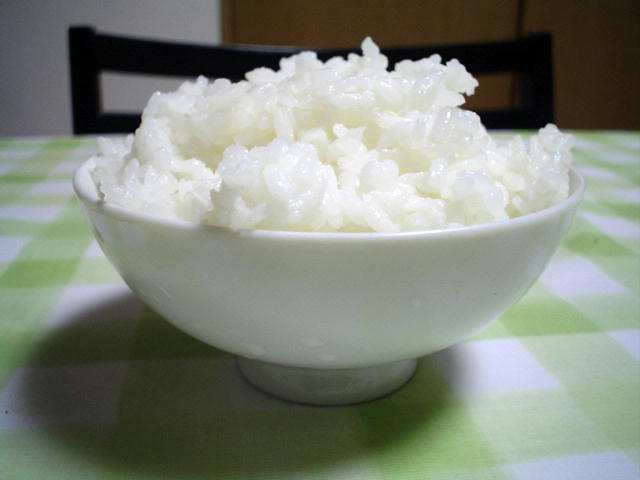
밥

반은 주식이 되는 밥, 미식은 쌀로 만든 음식, 면식은 밀로 된 음식을 뜻한다. 이들은 곡류를 대표하며 고례에서는 오곡 등으로도 밥을 지어왔으너 지금은 밥은 쌀로만 올리고, 별도로 미식이나 면식을 올린다. 자세하게 말하면 미식은 쌀가루에 추가로 콩이나 팥 등이 섞인 각종 떡 종류를 뜻하며 면식은 밀가루 음식으로 주로 대한민국에서는 국수를 쓴다.《주자가례》에서는 만두를 사용하기도 하나 속이 고기, 채소, 양념 등을 사용하기 때문에 잘 쓰이지 않는다. 면식은 가정에 따라서 진설하기도 하고 하지 않기도 한다.

#### 술

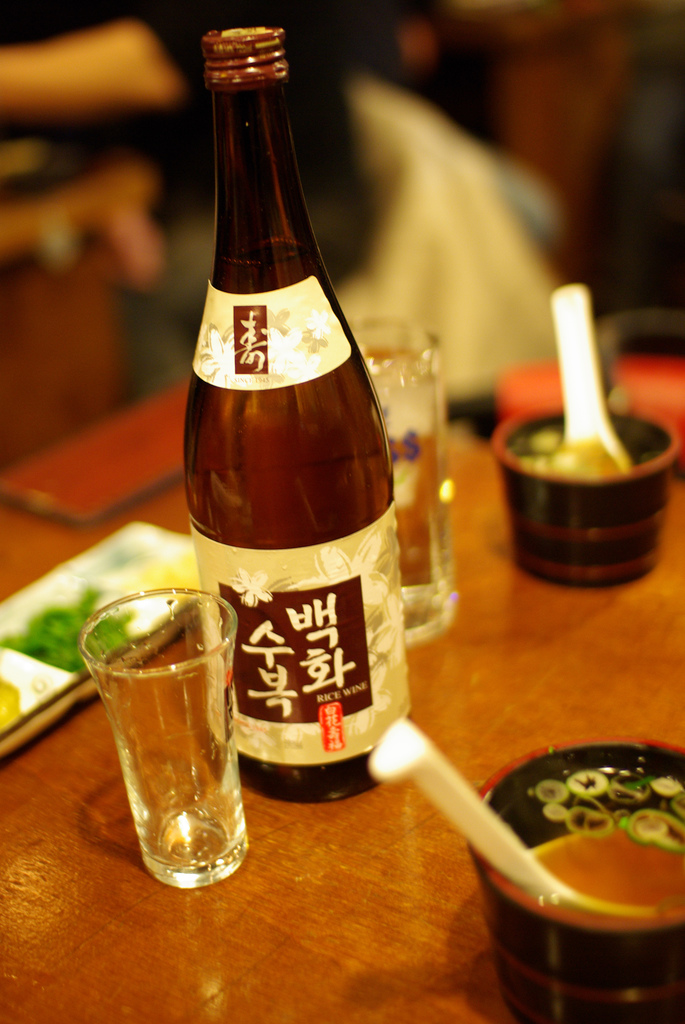
청주

제사에 올리는 술은 보통 도수가 낮고 순한 종류를 사용한다. 고례에서는 제사에 예주를 쓴다고 하는데 이를 칭한다. 술은 누룩과 곡물을 섞어 발효시켜 만드는데 누룩 대신 엿기름을 사용하면 단맛이 나는 식혜가 되는데 다른 이름으로 단술, 감주 등이 있다. 주로 청주를 진설한다. 소주를 쓰기도 한다. 조상이 술을 못 마셨다면 식혜로 대신해도 좋다.

#### 초장
《주가가례》에서는 장을 언급하지 않으나 장은 예로부터 음식의 으뜸으로 여겨져 율곡이 제찬으로 보충해 넣어 청장이라는 이름으로 끼워넣었다. 초는 식초를 말하고 장은 간장 등을 말한다.

### 지방
지방은 제사나 차례가 있을 때 종이에 써서 모시는 신위를 말한다. 사당이 없는 가정에서 주로 지방을 써서 제사를 지낸다. 관직명, 본관, 성씨 등을 기입한다.

## 지역별 제사상

### 경상도
경북지역의 경우 경주지역은 제례음풍으로 어류가 크게 숭상되고 있었으며, 김치에 갈치가 들어가기도 했다. 대구지역은 적으로 상어고기를 구워서 올린다. 이는 대구 사투리인 ‘돔배기’로 많이 알려져 있는데, 영천지역이 돔배기 특산지로 유명하다. 안동지역은 대한민국에서 문어소비가 가장 많은 곳이라 한다. 문어에는 이름 자체에 글월 문(文)자가 들어 있을뿐더러 안에 먹물까지 담겨 있으니 선비의 상징물이라 여겨져서 제사나 큰 잔치에 문어가 빠지지 않기 때문이다. 안동지역의 안동식혜 또한 제사상에 빠지지 않고 오르는 제물이다. 경남보다 닭고기나 쇠고기를 이용한 전류나 산적류가 많고, 제사떡으로는 본편(콩고물시루떡), 증편, 경단, 주악, 화전, 약식, 찹쌀가루로 만든 각색 웃기떡인 부편 등이 있다. 제주로는 청주 이외에 탁주, 소주를 이용하였다.
경남지역은 바다를 옆에 끼고 있어 어물을 제물로 많이 올린다. 조기 뿐만 아니라 민어, 가자미, 방어, 도미 등 여러 종류의 생선을 올리고 조개 등의 어패류를 올리는 지역도 있다. 특히 제사음식의 나물은 조개류를 다져 볶아 무치고, 갖가지 나물의 가운데 두부탕국을 얹어 낸다. 또한 제사를 끝낸 후 남은 음식으로 만든 진주헛제삿밥도 유명하며, 일반 가정에서 산야초로 만든 약주를 제주로 이용하였다.
쌈은 안동과 영남지역에서만 볼 수 있는 제물인데, 영남지역에서는 김, 천엽, 계란지단, 다시마, 배추잎이, 안동지역에서는 천엽, 김, 계란지단이 쌈의 재료로 사용되었다.

### 전라도
전라도의 지역성을 대표하는 음식으로 가장 유명한 것은 홍어요리이다. 따라서 전라도에서는 제사상 뿐만아니라 집안의 큰 잔치를 치를 때에는 반드시 홍어요리를 준비한다. 또한 먹을거리가 풍성하고 음식문화가 발달한 지역이다보니 제물로 다양한 음식이 오른다. 병어나 낙지, 꼬막같은 어패류 또한 단골로 오르는 제물들이다.
전라북도는 설날에 콩나물잡채를 하기도 하고, 제사상의 적으로는 돼지고기적, 명태적, 새우적, 오징어적, 홍어적 등을 한다. 떡은 켜떡이라고 불리는 데 얇은 것이 특징이며, 찰떡은 두께 0.5cm 정도로 만들기도 한다. 전주의 송편은 크기가 아주 작아 엄지손가락 마디 하나 정도의 크기라고 한다.

### 경기도
경기도는 어물로 반드시 조기를 사용하고 형편이 어려운 집에서는 북어를 올렸다. 육류는 고기산적, 북어포를 올리고 나물의 종류는 고사리, 도라지, 무나물 혹은 시금치나물을 올렸으며 두부적, 사과, 배, 대추, 밤, 유과, 다식, 백편 등을 진설한다. 북어를 올린 이유는 북어가 다산과 풍요의 상징으로 여겨졌기 때문이다. 어물은 다른 지역에 비해 상대적으로 적게 올리는 편이며, 탕은 갱(羹)이라고도 하는데 육탕, 어탕, 소탕의 3탕을 올렸으나 최근에는 육탕 한 가지만 올리기도 한다. 조선시대에는 왕릉 옆에 조포사(造泡寺)가 있어 제사상에 올릴 두부를 이곳에서 만들었다는 기록이 있다.

### 강원도
강원도는 대부분이 산간지방이라 나물과 감자·고구마를 이용한 제물이 많다. 평창지역은 제사상에 반드시 메밀전을 올리며 감자전이나 무와 배추로 만든 적을 올리기도 한다. 버섯류도 부침이나 전의 단골 재료로 쓰이는데 특히 송이처럼 귀한 버섯은 소적으로 구워내 제물로 올린다. 어물로는 명태, 가자미 등을 찌고 그 위에 살짝 데친 문어를 잘 펴서 얹는다. 콩나물을 쓰지 않는 가문도 있으며 떡은 시루떡을 주로 하고 절편을 하기도 한다. 달걀을 삶아 껍질을 벗겨 제물로 올리기도 한다. 전은 대구전, 명태전, 고구마전을 올리고 녹두빈대떡을 하기도 한다. 강릉지역은 다른 지역이 식혜의 밥을 떠서 대추 3조각을 얹은 ‘식혜밥’을 제물로 올리는 반면에 고춧가루, 파, 마늘 등을 넣지 않은 하얀 식해를 올린다. 그러나 최근의 제사상에는 식해 대신에 식혜밥이 오르고 있어 전통적인 제사상차림의 모습이 사라지고 있음을 보여준다.

### 충청도
충청도 제사상에 올리는 음식은 메, 면, 탕, 산적, 어적, 향누름적, 포, 제주, 식혜, 과일, 나물 등을 쓴다. 향누름적은 도라지, 파, 고비, 고기를 길게 잘라 양념하여 볶아 꼬치에 끼고 알지단채로 장식한 것을 말한다. 충청도는 지리적으로 삼면이 육지이고, 한 면이 바다와 접하고 있어서 농산물과 해산물이 풍부하여 곡물음식이 발달하고 음식에 해산물을 많이 이용한다. 경북에 인접한 지역은 대구포, 상어포, 가오리포, 오징어, 피문어 등의 건어물을 올리고 전북에 인접한 지역은 말린 홍어, 병어, 가자미, 낙지, 서대묵 등을 올린다. 내륙 지역은 배추전, 무적 등 전과 부침류를 많이 올린다.

### 제주도
제주도의 종교·의례음식으로 가장 많이 사용되는 음식재료는 돼지고기·달걀·쌀·두부·나물·옥돔·닭고기·팥·묵 등이다. 육지의 종교·의례음식과 크게 다르지 않은데 18세기 이후 종교·의례음식이 육지화 과정을 밟았기 때문이다. 그러나 돼지고기를 가장 중요한 육고기 제물로 사용한다든지, 해산물로 다른 육고기를 대체한다든지, 떡의 재료로 제주에서 나는 잡곡이 많이 사용된다는 점은 제주도만의 특색이라 할 수 있다. 제수에서는 어적(상어적, 오징어적, 옥돔적)을 많이 쓴다. 육지에서 흔한 밤과 대추는 제주도에서 거의 생산되지 않아 쓰지 않는 것이 관행이다. 제주(祭酒)는 골감주와 좁쌀청주(오메기술)을 쓰고 시판 소주를 쓰는 집도 있다. 현대의 제주 기제사음식으로는 인스턴트 식품 또는 가공 식재료를 사용한다. 각종 청량음료가 나오면서 골감주 대신 환타를 올리거나 제물빵 대신 쵸코파이나 또는 제편 대신 카스텔라나 롤케잌을 올리기도 한다.

## 기타

### 차례와 제사
차례(茶禮)는 간소한 약식 제사로 《가례》를 비롯한 예서에는 언급되지 않는다. 그러나 우리 나라에서는 명절에 조상에게 올리는 제사를 차례라고 한다. 차례라는 이름의 유래는 사당 제도와 밀접한 관련이 있다. ‘가례’에는 정월 초하루, 동지, 매월 초하루, 보름에 참배하는 제사가 있는데, 그 중 매월 보름에는 술잔이 아닌 찻잔만을 올리게 되어 있다. 차를 올리는 례라고 하여 차례로 유래된 것으로 짐작된다. 또한 사당에서 명절에 올리는 제사는 특별한 계절식을 올리는 것이 관례였고, 대한민국에서 가장 큰 명절인 설과 추석에서는 일반 제사상에서의 음식들과 더불어 그 때 수확된 음식을 올린다. 차례의 상차림은 대부분 기제사와 같으나 몇가지 다르다. 차례상에서는 잔 드리기를 한번만 하기 때문에 적(炙)은 고기, 생선을 따로 담지 않고 한 접시에 미리 올린다. 예법에는 또한 국과 밥 대신 설에는 떡국, 추석에는 비워놓는 것을 원칙으로 한다. 추석에는 또한 토란과 쇠고기, 다시마를 넣은 국을 올리며, 그 밖의 젓갈을 올리는 자리에는 식혜 건더기를 접시에 담아 올리며, 떡 위치에는 송편을 올린다.

### 현대의 제사상
시대가 변하면서 제식에도 변화가 있다. 과거에는 지역 별로 특산물을 올리거나, 시기에 따라 적절한 계절식, 그리고 조상이 좋아했던 음식을 제사상에 올리는 등 가정마다 천차만별이었다. 그러나 최근에는 음식이 일반화되어가고 있으며, 대가족에서 핵가족으로 인원이 줄게 되면서 제사상의 절대적인 크기 또한 줄어들고 있다. 또한 제사상을 직접 차리지 않고 주문하는 것도 최근의 한 추세이다. 하지만 이렇게 주문되는 제사상도 시간에 따라 달라지고 있다. 한국제사상차림의 정복희 원장에 다르면 제사상 주문이 시작된 초기에는 주문자에 따라서 다양한 제사상이 나갔지만, 최근의 경우 대행업체에 알아서 맡기는 경우가 많은데 이는 제사상차림의 번거로움을 줄이기 위해서라고 본다.  또한 제사상 자체도 전통적인 음식보다, 제사를 지낸 후 먹기 쉬운 음식을 주문하는 추세라고 한다.

## 같이 보기
- 제사
- 한국의 제사